# جياني فرميش
جياني فرميش هو دراج بلجيكي، ولد في 19 نوفمبر 1992 في روسلاريه في بلجيكا.

## وصلات خارجية
- جياني فرميش على موقع الاتحاد الدولي للدراجات (الإنجليزية)
- جياني فرميش على موقع أرشيف الدراجات (الإنجليزية)
- جياني فرميش على موقع إحصائيات الدراجات الإحترافية (الإنجليزية)
- جياني فرميش على موقع نسبة الدراجات (الإنجليزية)
- جياني فرميش على موقع CycleBase (الإنجليزية)